# Moktar Ould Daddah
Moktar Ould Daddah (àrab: مختار ولد داده, Muẖtār Wuld Dādah) (Boutilimit, 25 de desembre de 1924 - París, França, 14 d'octubre de 2003) fou un polític de Mauritània, president del seu país entre 1960 i 1978.
Daddah va néixer en una important família de la tribu Ouled Birri en Boutlimit. Va estudiar Dret a París, on es va graduar, convertint-se en el primer maurità a obtenir un grau universitari.
En retornar a Mauritània, a finalitats dels anys cinquanta, Daddah es va unir al partit de centre-esquerra Unió Progressista Mauritana, i va ser elegit com a President del Consell Executiu. El 1959, no obstant això, va fundar un nou partit polític, el Partit de Reagrupament de Mauritània. En les últimes eleccions legislatives prèvies a la independència, celebrades més tard aquest any, el seu partit va guanyar totes les banques en l'Assemblea Nacional, i va ser designat Primer Ministre.
Es va destacar per la seva habilitat per aconseguir consensos entre els partits polítics, així com entre els àrabs blancs, els àrabs negres i els negres africans, els tres majors grups ètnics de Mauritània. La representació balancejada dels diferents grups ètnics i polítics al seu govern li va fer guanyar la confiança de les autoritats franceses, que van reconèixer la independència mauritana, sota el lideratge de Daddah, el 1960. Est va ser nomenat President interí de la nova república, i confirmat en el càrrec en les primeres eleccions després de la independència, celebrades a l'agost de 1961.

## President de Mauritània
Com a President, Daddah va dur a terme polítiques marcadament diferents a les quals havia adoptat amb anterioritat a la independència. Al setembre de 1961, va formar un "govern d'unitat nacional" amb el principal partit d'oposició, i al desembre d'aquest mateix any, va unir als quatre partits més importants per crear el Partit del Poble maurità (PPM), que es va transformar en l'únic partit legal. Va formalitzar el règim de partit únic el 1964, amb una nova Constitució que va establir un règim presidencial autoritari. Daddah va justificar aquesta decisió en què Mauritània no estava preparada per a una democràcia multipartidista a l'estil occidental. Sota aquesta Constitució unipartidista, Daddah va ser reelegit en eleccions sense oposició el 1966, 1971 i 1976.
El 1971, Daddah va assumir el càrrec de President de l'Organització de la Unitat Africana (OUA). En l'aspecte intern, no obstant això, les seves polítiques fallaven. L'economia estava estancada i romania estretament depenent de l'ajuda de França. A més, la sequera en el Sahel, sobretot entre 1969 i 1974, i la baixa dels ingressos per exportacions deguda a la caiguda dels preus internacionals del ferro, va fer descendir considerablement el nivell de vida. El 1975, va presentar una Carta que cridava a Mauritània a convertir-se en "una democràcia islàmica, nacionalista, centralista i socialista". Aquesta Carta va ser inicialment popular, i l'oposició, en general, la va acollir de grat.

## Guerra en el Sahara Occidental
El que va posar fi al règim de Ould Daddah va ser el gran descontentament amb la guerra en el Sàhara Occidental contra el Front Polisario, un moviment nacionalista que combatia contra l'intent del Marroc i Mauritània d'annexar-se conjuntament el territori, conflicte que va començar el 1975. Ould Daddah havia reclamat el territori des d'abans de la independència, però la idea no va ser ben acollida entre la població. Els àrabs mauritàs estaven estretament relacionats amb els saharahuis, i pràcticament totes les tribus del Nord tenien membres en tots dos costats de la frontera, simpatitzant molts d'ells amb les demandes independentistes del Front Polisario. A més de proporcionar suport a les guerrilles en el nord de Mauritània, diversos milers de mauritàs van deixar el país per sumar-se al Polisario i els seus camps de Tindouf. El descontentament es va estendre després en el Sud, des d'on les tropes d'africans eren enviades a combatre en el que veien essencialment com un conflicte inter-àrab, i que a més podria, si resultés reeixit, afermar el règim discriminatori de Ould Daddah, en implicar la suma de diversos milers de nous ciutadans àrabs.
Però Ould Daddah a més intentava aconseguir el territori per prevenir una caiguda d'aquest en mans del Marroc, encara temorós de les oficialment oblidades demandes territorials marroquines sobre Mauritània.
A continuació dels Acords de Madrid amb Espanya, Mauritània va annexar una porció del territori en el Sud, rebatejant-la com Tiris al-Gharbiya. Empero, el petit i pobrament entrenat exèrcit maurità no va aconseguir detenir les incursions de la guerrilla, malgrat el suport de la Força Aèria francesa. El Polisario va passar llavors a atacar les mines de ferro en Zouérate, al punt que l'economia del país va començar a ressentir-se, i el respatller de la població a Daddah es va esfondrar. El 1976, la capital, Nouakchott, va ser atacada pel Front Polisario, i Daddah va ser obligat a designar a un oficial militar al capdavant del Ministeri de Defensa.

## Caiguda i últims anys
El 10 de juliol de 1978, el tinent coronel Mustafa Ould Salek va enderrocar a Daddah, a través d'un cop militar, i va instal·lar una Junta per governar el país en el seu lloc. Els seus successors van renunciar a les pretensions de Mauritània sobre el Sahara Occidental, i es van retirar de la guerra a l'any següent.
Després d'un període de presó, Ould Daddah va ser autoritzat a partir a l'exili a França a l'agost de 1979, on va organitzar un grup d'oposició, l'Aliança per una Mauritània Democràtica (AMD) el 1980. Intents d'enderrocar al govern des de l'estranger no van tenir èxit. Ould Daddah va ser autoritzat a retornar a Mauritània el 17 de juliol de 2001, però va morir poc després, després d'una llarga malaltia, a París, el 14 d'octubre de 2003. El seu cos va ser traslladat a Mauritània, on va ser soterrat.